# Palacio fortificado de los duques de Villahermosa (Mozota)
El Palacio fortificado de los duques de Villahermosa (Mozota) o castillo de Mozota, se encuentra situado en la localidad zaragozana de Mozota.
Se tiene conocimiento de la existencia de la villa en 1199 bajo la tenencia de Lope Ximénez de Agón. En este castillo de Mozota, fue raptada Angelina de Coscón por Juan de Pomar en enero de 1419.

## Historia
Aunque no es muy conocido, mantiene en muy buen estado de conservación la fase constructiva medieval, y esto junto a su carácter civil y la pintura mudéjar que reviste su capilla, hacen que este castillo sea clave para el conocimiento de la historia de la arquitectura aragonesa de la Baja Edad Media.
La existencia de una galería de arquillos añadida en el siglo XVI llevó a pensar que el palacio databa de ese siglo sin embargo hoy se sabe que el castillo conserva algunos muros presumiblemente del siglo XIV, época en la que el señorío de Mozota pertenecía a la familia Tarín. En 1399 el señorío y su castillo son adquiridos por Beltrán de Gascón, rico mercader catalán y ciudadano de la ciudad de Zaragoza y existen documentos de 1402 que constatan que Beltrán adquirió alrededor de 40 mil ladrillos los cuales casi con seguridad fueron utilizados en diferentes obras realizadas en el castillo. Aunque con modificaciones llevadas a cabo en la primera mitad del siglo XVI, las obras en fachadas e interiores realizadas en el siglo XV se han conservado hasta la actualidad.

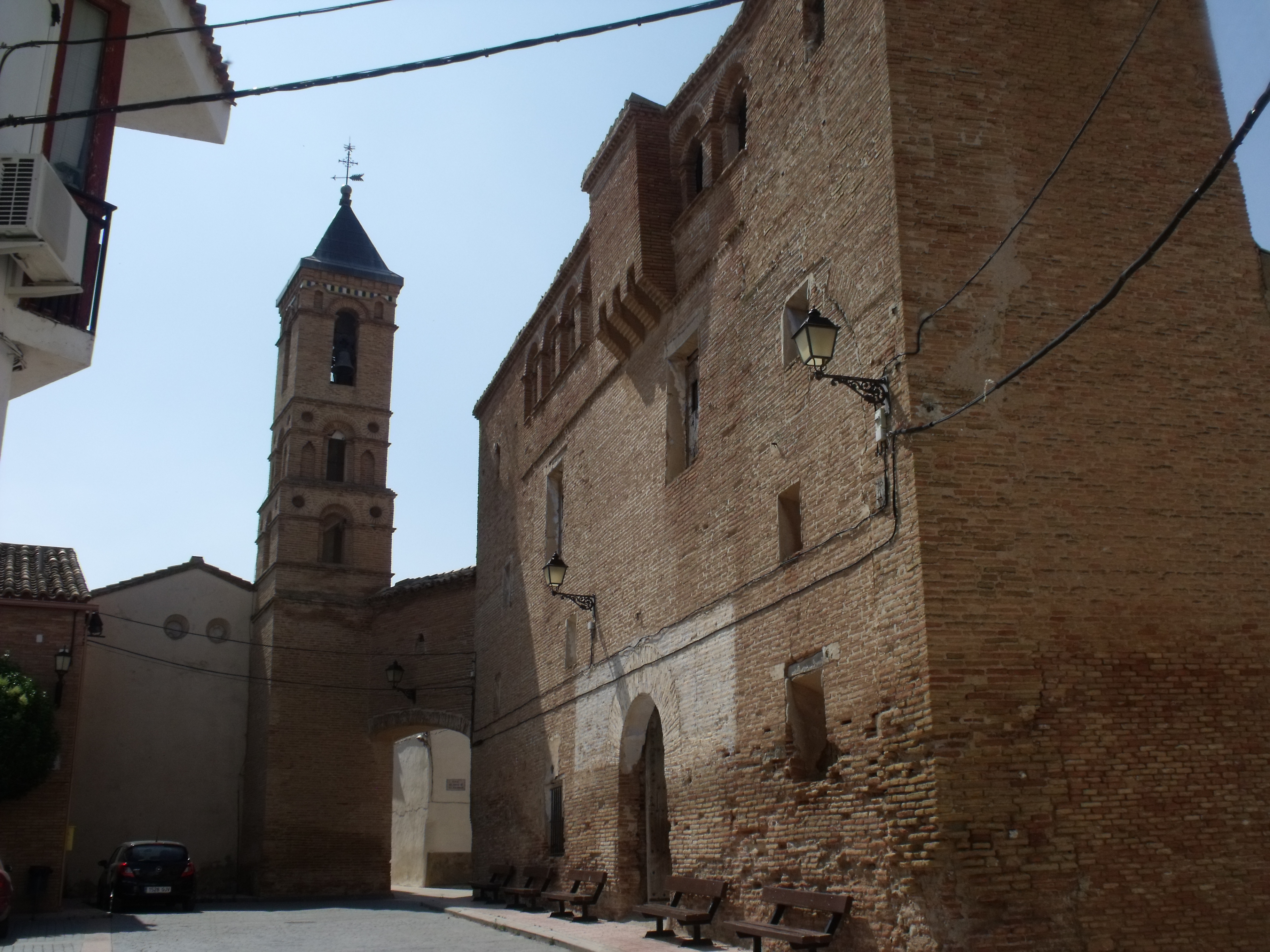
El palacio se comunica con la iglesia a través de un paso elevado

Situado en el centro de Mozota, el castillo se comunica con la Iglesia del pueblo por un pasaje volado. De sus cuatro alas originales, actualmente el castillo conserva dos, la frontal y una lateral, mientras que las otras dos se perdieron presumiblemente ya en el siglo XVI durante los enfrentamientos que tuvieron lugar en 1550 y 1558 entre los señores de Mozota y la ciudad de Zaragoza, con quien se disputaba la llamada Dehesa de Mozota. No se conserva ninguna de las torres medievales correspondientes a cada una de las cuatro esquinas del castillo.
Las dos alas originales que se han conservadado constan de dos plantas y sobre ellas se encuentran los miradores. En la primera planta se hallan las estancias principales, las de carácter oficial en el ala frontal y las habitaciones privadas en la lateral, donde también está la capilla.
El castillo conserva buena parte de la techumbre original en madera labrada, los revestimientos de yeso en algunas de sus estancias… aunque lo más notable es la capilla, sobre todo por su decoración mudéjar, en la que destaca el zócalo del maestro Lop de Ram y la pintura que recubre sus paredes que, en opinión de los expertos, debería formar parte de los edificios de estilo mudéjar aragonés considerados Patrimonio de la Humanidad.

## Secuestro de Angelines Coscón
Angelines de Coscón, raptada en el palacio de Mozota por Juan de Pomar una noche de enero de 1419.
A principios del siglo XV, la nobleza aragonesa vivía en un contexto marcado por complejas relaciones de poder y alianzas familiares, influenciadas en un inicio por la incertidumbre de la sucesión posterior a la muerte de Martín I. La familia Coscón, originaria de un mercader catalán que se asentó en Zaragoza, logró consolidar su posición gracias a la adquisición de varios señoríos en Aragón y Cataluña. Este ascenso les permitió involucrarse en diversas dinámicas políticas y sociales de la época. Dentro de este panorama, Angelines de Coscón, hija de Beltrán de Coscón, sería protagonista de un episodio que sembraría división y trifulcas entre la nobleza aragonesa.
Angelina Coscón es hija de Beltrán de Coscón, mercader catalán que se había asentado en Zaragoza, que compra el señorío de Mozota en 1403 por 40 mil sueldos.
Durante la primera mitad del siglo XV, los Coscón aumentan sus señoríos por Cataluña y Aragón, De manera que consiguen hacerse con el dominio de Camarasa, Fontonglla Cubells Montgay San Lorenzo de Montgay Mesana Orenga y Puggris Todos ellos en 1429, al que se le van añadiendo más con el paso del tiempo.
“Los Coscón, a lo largo del siglo XV, protagonizan una clara trayectoria de consolidación en el seno de la nobleza. Sin embargo, proceden de un mercader catalán, asentado en la capital hacia 1380, que se convirtió en el plazo de dos décadas en un potentado de las finanzas del reino que podía permitirse comprar el señorío de Mozota por 40.000 sueldos en 1403” (Narbona Vizcaíno, Laliena Corbera, & Iranzo Muñío, 1998, p. 50).
Beltrán Coscón –padre– procura engrandecer el renombre nobiliario de su familia, por lo que procura dejar a sus hijos bien servidos; Bernat Coscón es caballero andante y es popular en la ciudad de Zaragoza por pasearse con una flecha clavada en la pierna el día de San Sebastián. Luis Coscón es casado con la hija de un noble navarro de gran importancia –Martín Enríquez de Lacarra–, María Enríquez de Lacarra actúa en muchas ocasiones como procuradora (abogada) de la familia Coscón. Beltrán Coscón –hijo– continúa con la administración de su padre en los señoríos. Tiene dos hijas, las cuales procura casarlas con hombres de renombre en el panorama aragonés. María de Coscón es casada con Juan Ramírez de Asiáin "el de Moncayo", conocido caballero navarro. La hija menor de Beltrán fue Angelines de Coscón, quien se casó con Ramón de Mur, baile general de Aragón --cargo militar/administrativo dentro del gobierno del reino--.
Juan de Pomar era un caballero y escudero del linaje de los Pomar, nobles aragoneses venidos desde Francia en el siglo XI. Hay constancia de que Juan de Pomar estuvo presente el día 15 de septiembre de 1412 en las Cortes aragonesas convocadas por Fernando I, nuevo monarca aragonés tras la finalización del compromiso de Caspe  --junio--.
Estas cortes fueron convocadas con el motivo del juramento de los fueros del nuevo rey y se trataron temas relacionados con la administración de justicia y la reforma política, donde participaba Juan de Pomar.
Juan de Pomar formaba parte de las deliberaciones y actas de la corte, posiblemente participando en los procesos de toma de decisiones sobre la administración de la justicia, así como cientos de nobles estuvieron presentes en las cortes.
En las cortes aragonesas de 1412 no solo estaba presente Juan de Pomar, también Luis de Coscón y Beltrán de Coscón –sus hermanos– eran parte de este acto. Tanto Luis Coscón, Beltrán Coscón y Juan de Pomar estuvieron el mismo día –15 de septiembre– en las cortes, formando parte del mismo grupo –caballeros y escuderos–. Posiblemente sea este el momento en el que Juan de Pomar y Angelines de Coscón –hermana de los Coscón, presentes en las cortes– se conocen e inician su historia amorosa, que culminará en su “secuestro” siete años más tarde.
Este secuestro se da lugar una noche de inicios de enero del año 1419. Juan de Pomar se presenta con sus hombres en Mozota para llevarse a Angelines, su “amada”. Al estar casada con una figura importante --Ramón de Mur--, generó una división de diferentes bandos dentro de la nobleza aragonesa.
La pacificación tardó bastante en lograrse, pues costó que los líderes de ambos bandos entendieran la necesidad de cesar las hostilidades.